# С любов и нежност
„С любов и нежност“ е български игрален филм (драма) от 1978 година на режисьора Рангел Вълчанов, по сценарий на Валери Петров. Оператор е Димко Минов. Музиката във филма е композирана от Кирил Дончев.

## Актьорски състав
- Александър Дяков – скулпторът Христо
- Цветана Енева – Лоте
- Гергана Герасимова – Патриция
- Евгения Баракова – Александра
- Йосиф Сърчаджиев – архитект Стефанов
- Теодор Юруков – артистът Божидар
- Николай Джамбазов – Коко
- Миряна Митрович – Джинсовото момиче
- Димитър Йорданов (като Димитър Цонев) – Боре Шпингата
- Надя Тодорова – Калиопа
- Иван Гайдарджиев – Бай Атанас
- Лъчезар Стоянов – сервитьорът пират
- Петър Петров – бай Петко
- Васил Радоев – китарист
- Стефан Димитров – китарист
- Николай Лилянов – Чико
- Христо Сутров – Аристит
- Григор Григоров – бай Иван
- Панайот Жанев
- Емил Марков – Коста
- Румяна Първанова – Мариела
- Анастасия Главанакова – жена със заек
- Гинка Шофелинова – II гъркиня
- Рене Белогушева – съседка
- Георги Христов
- Богдан Спасов – пощальонът
- Янко Здравков – милиционер
- Антон Антонов – готвача
- Илия Георгиев Бръчков – съсед
- Диана Деянова – съседка
- Тотка Балканова – съседка
- Георги Христов – собственик на квартира